# Heide Schröter
Heide Schröter (* 1941) ist eine ehemalige deutsche Wildwasserkanutin.

## Werdegang
Heide Schröter wuchs in der niedersächsischen Stadt Rotenburg auf und zog 1950 mit ihrer Familie nach Grevenbroich. 1965 heiratete sie.
Weil Schröter sich neben anderen Sportarten wie Leichtathletik, Schwimmen und Tennis für den Kanusport interessierte, wurde sie Mitglied des Kanu-Club Grevenbroich 1953 e. V., der damals als einer der führenden Kanusportvereine in Deutschland galt. Zu ihrer Disziplin innerhalb des Kanusportes wählte sie das Wildwasserkanufahren. Aufgrund ihrer guten Leistungen – so war sie dreimalige Deutsche Meisterin (Stand 1968) – wurde sie in die deutsche Kanunationalmannschaft berufen. Mit dieser Mannschaft nahm sie an den Kanuwildwasserweltmeisterschaften 1967 in Spindlermühle teil, bei denen sie zwei Goldmedaillen gewann. Zunächst siegte sie im K 1 Einzel-Wildwasserennen und wurde Weltmeister in dieser Disziplin. Danach gelang es ihr und der deutschen Damenmannschaft in der Besetzung Bärbel Körner, Kirsten Stumpf und Heide Schröter, auch im Wildwasserkanumannschaftsfahren den ersten Platz zu erkämpfen und damit auch in dieser Disziplin Weltmeister zu werden. Außerdem holte das Team bei den Kanuslalom-Weltmeisterschaften in Lipno eine Bronzemedaille.
Für ihren Erfolg als Weltmeisterinnen im Wildwasser-Mannschaftswettkampf 1967 wurden Schröter, Stumpf und Körner am 10. Mai 1968 von Bundespräsident Heinrich Lübke mit dem Silbernen Lorbeerblatt ausgezeichnet.
Heide Schröter ist Ehrenmitglied ihres Vereins Kanu-Club Grevenbroich 1953 e. V. 2019 wurde ihr Kanu im Rahmen der Sonderausstellung „Grevenbroicher Sport-Geschichte(n)“ im „Museum der Niederrheinischen Seele“ gezeigt.